# Teodor Musioł
Teodor Stanisław Musioł (ur. 1 listopada 1910 w Paniówkach, zm. 4 marca 1995 w Opolu) – polski pedagog specjalizujący się w historii wychowania, inicjator utworzenia w Opolu Wyższej Szkoły Pedagogicznej, dyrektor Instytutu Śląskiego, nauczyciel akademicki, działacz partyjny.

## Życiorys

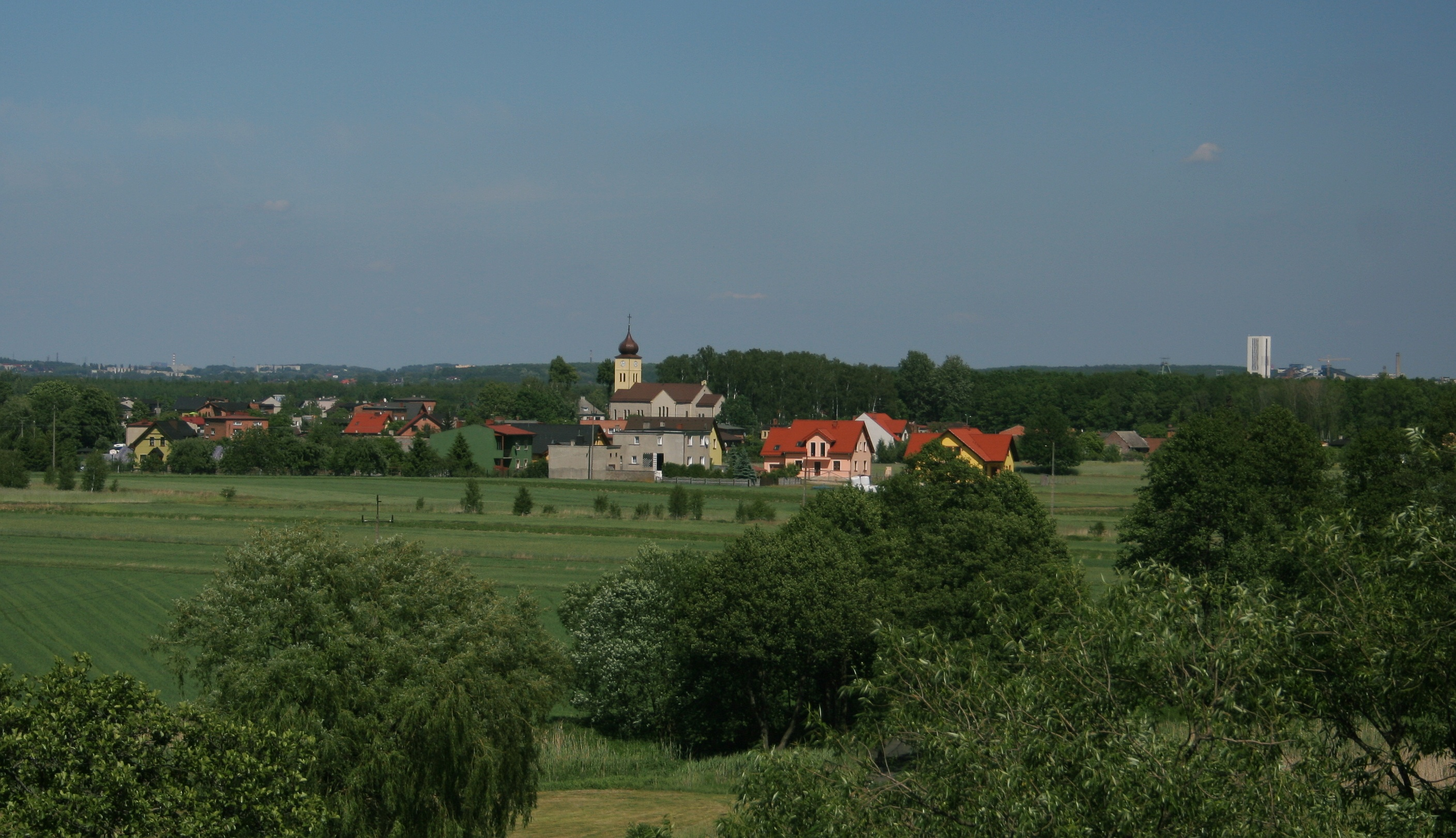
Paniówki, rodzinna miejscowość Teodora Musioła

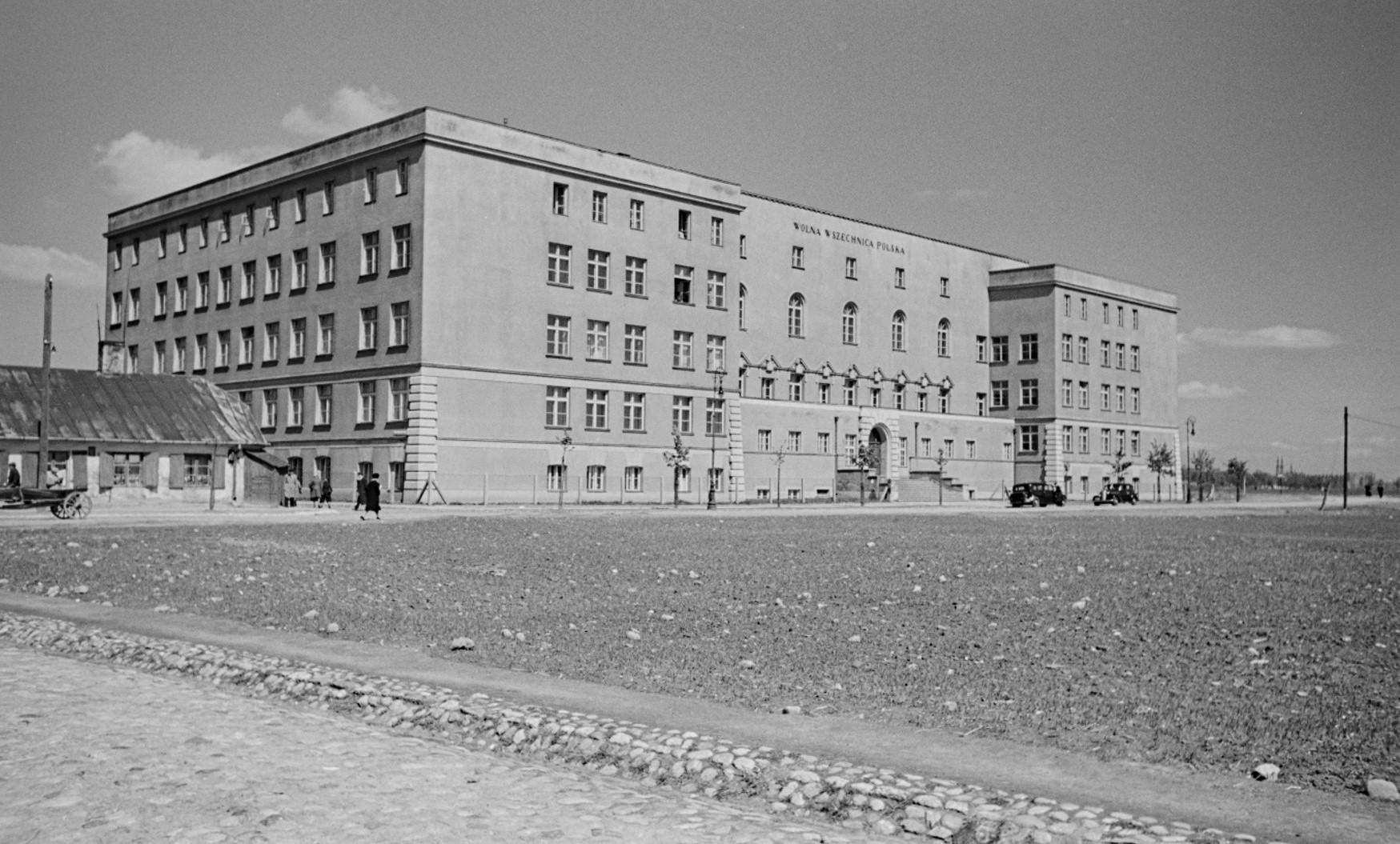
Wolna Wszechnica Polska w Warszawie, miejsce studiów

### Wczesne lata i młodość
Urodził się w 1910 roku w Paniówkach koło Gliwic. Szkołę średnią ukończył w Mysłowicach. Po otrzymaniu dyplomu nauczyciela w 1930 roku pracował w szkołach w powiecie rybnickim, a następnie w Lublińcu. W tym czasie równocześnie studiował pedagogikę społeczną w Wolnej Wszechnicy Polskiej w Warszawie, m.in. pod kierunkiem wybitnej znawczyni zagadnień pedagogicznych prof. Heleny Radlińskiej. Po wybuchu II wojny światowej został aresztowany przez hitlerowców i przebywał w więzieniach w: Lublińcu, Wrocławiu, Budziszynie, Dreźnie, Monachium, po czym znalazł się na prawie 5 lat w obozie koncentracyjnym w Dachau.

### Działalność w Opolu

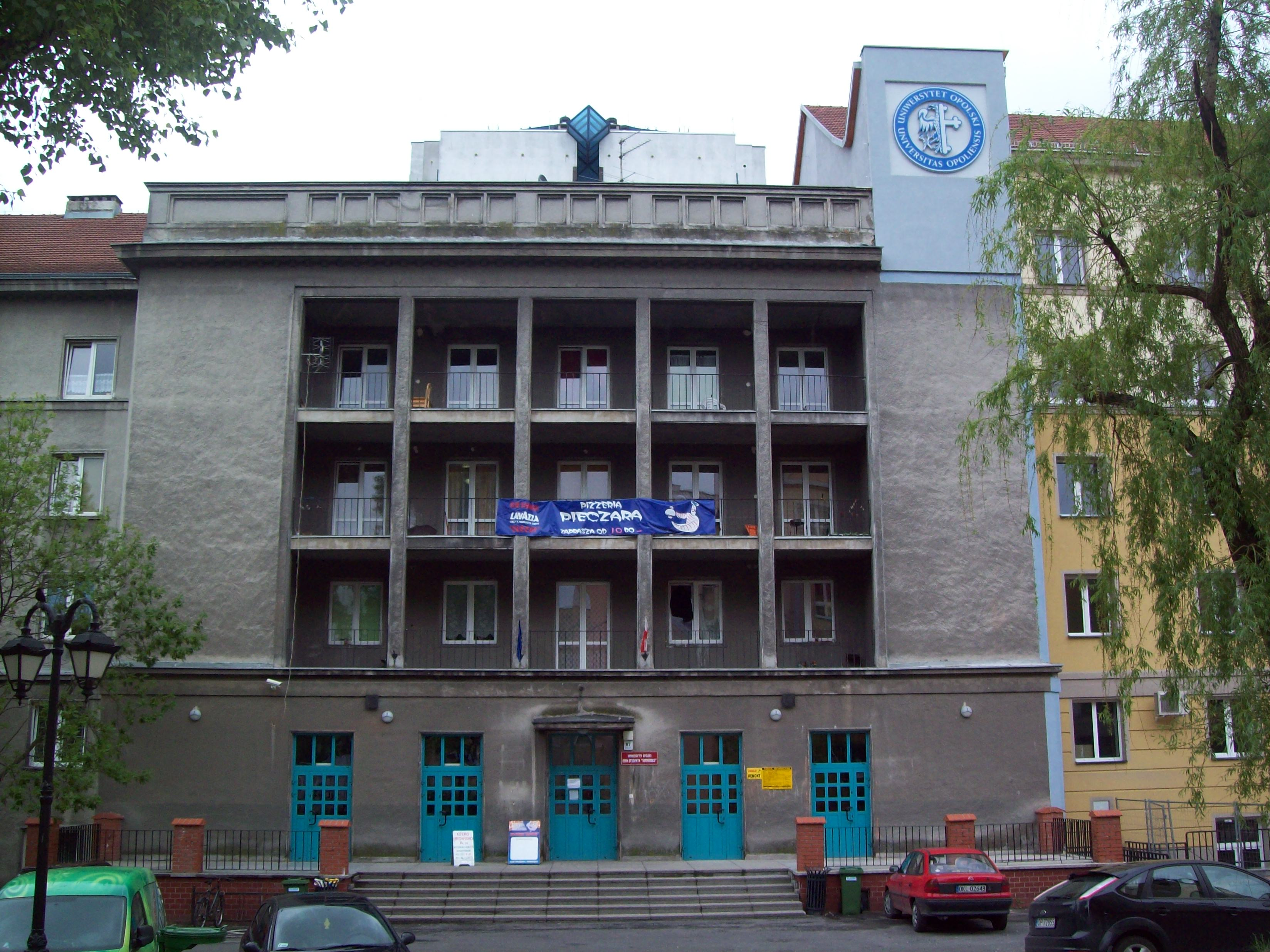
DS „Mrowisko”, pierwszy akademik WSP, powstały z inicjatywy T. Musioła

Po zakończeniu wojny w 1945 roku wrócił na Śląsk i tam pełniąc wiele odpowiedzialnych funkcji, w tym kuratora szkolnego i kierownika Wydziału Oświaty Wojewódzkiej Rady Narodowej w Opolu, stał się jednym z głównych organizatorów opolskiej nauki oraz oświaty. W latach 1945–1948 należał do PPR, od 1948 roku należał do PZPR.
Od schyłku 1952 roku opowiadał się za utworzeniem w Opolu szkoły wyższej o profilu pedagogicznym. Forsując tą idę, mając poparcie wojewódzkich władz partyjnych wszedł na drogę faktów dokonanych i zaczął w 1954 roku budowę miasteczka akademickiego w Opolu w trójkącie wykreślonym biegiem ulic: Katowicka-Grunwaldzka-Oleska. Ostatecznie po negocjacjach z władzami wrocławskiej WSP, przekonał je w listopadzie 1954 roku do przeniesienia tej szkoły z Wrocławia do Opola, co dało początek pierwszej opolskiej uczelni – Wyższej Szkoły Pedagogicznej. W grudniu tego samego roku powstał z jego inicjatywy „Kwartalnik Opolski”, pierwszy na Śląsku Opolskim periodyk naukowy.
W 1958 roku należał do głównych orędowników reaktywowania w Opolu Instytutu Śląskiego, którego dyrektorem był potem w latach 1963–1964. W 1960 roku uzyskał na opolskiej WSP tytuł naukowy doktora nauk humanistycznych w dziedzinie pedagogiki, jako jedna z pierwszych osób w dziejach uczelni, a następnie kolejno doktora habilitowanego i profesora W latach 60. XX wieku otrzymał stanowisko docenta. W 1973 roku po utworzeniu Instytutu Pedagogiki WSP został jego pierwszym dyrektorem.
W 1985 roku był promotorem pierwszego w dziejach opolskiej WSP doktoratu honoris causa, który otrzymał prof. Bogdan Suchodolski. Zmarł 4 marca 1995 roku w Opolu.

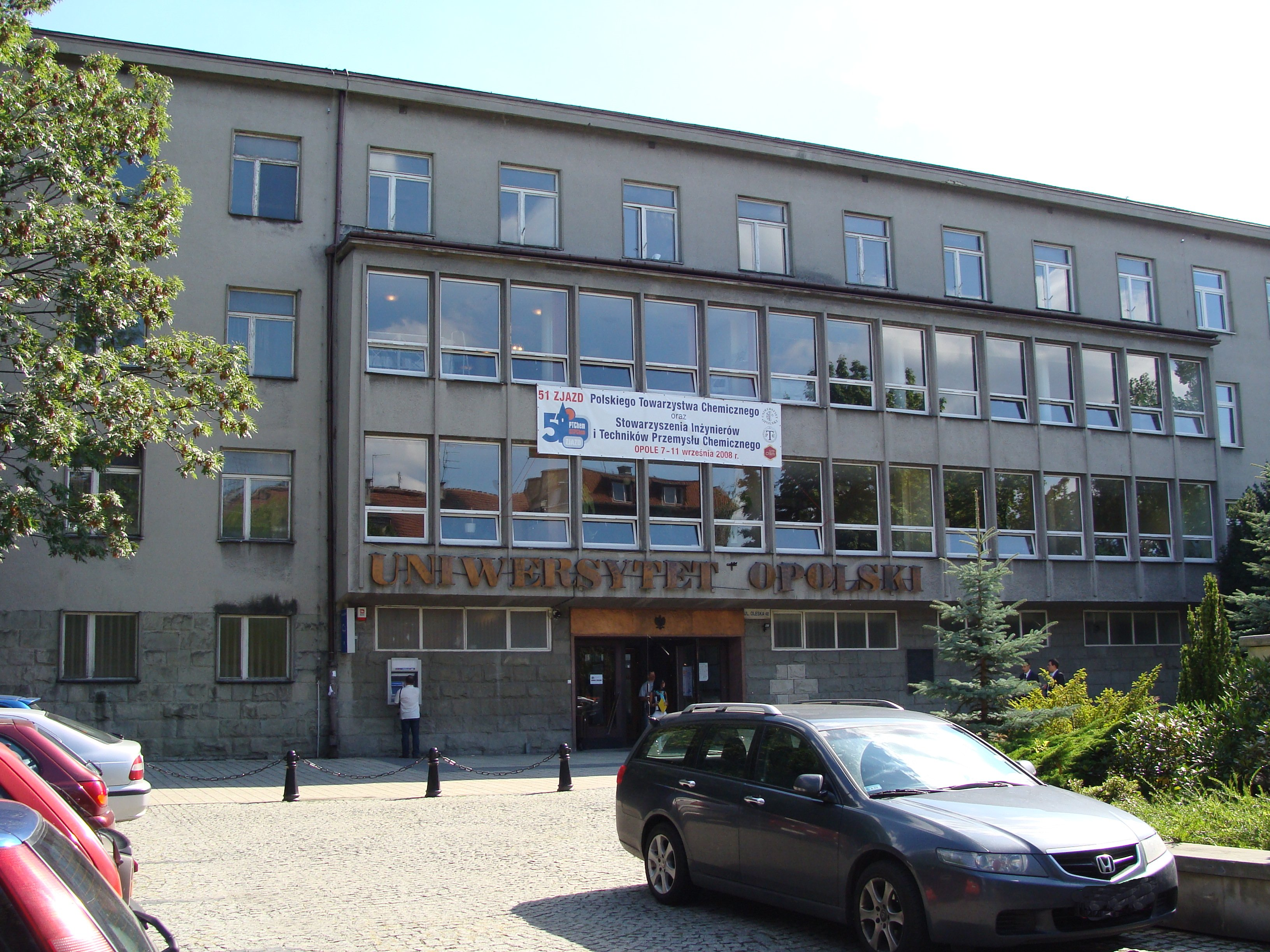
Główny gmach WSP, obecnie UO, wzniesiony w latach 50. XX wieku

Jest autorem 200 pozycji, w tym m.in. książek: Dachau, Listy z Dachau, Szkolnictwo polskie w rejencji opolskiej w latach 1919–1939. Na jego seminariach powstało 350 prac magisterskich, 37 doktorskich i 8 habilitacyjnych.
21 lipca 1972 roku odznaczony Orderem Budowniczych Polski Ludowej. Ponadto był odznaczony Krzyżem Kawalerskim Orderu Odrodzenia Polski oraz Odznaką "Zasłużonemu Opolszczyźnie" (1968).